# ジェイソン・ドノヴァン

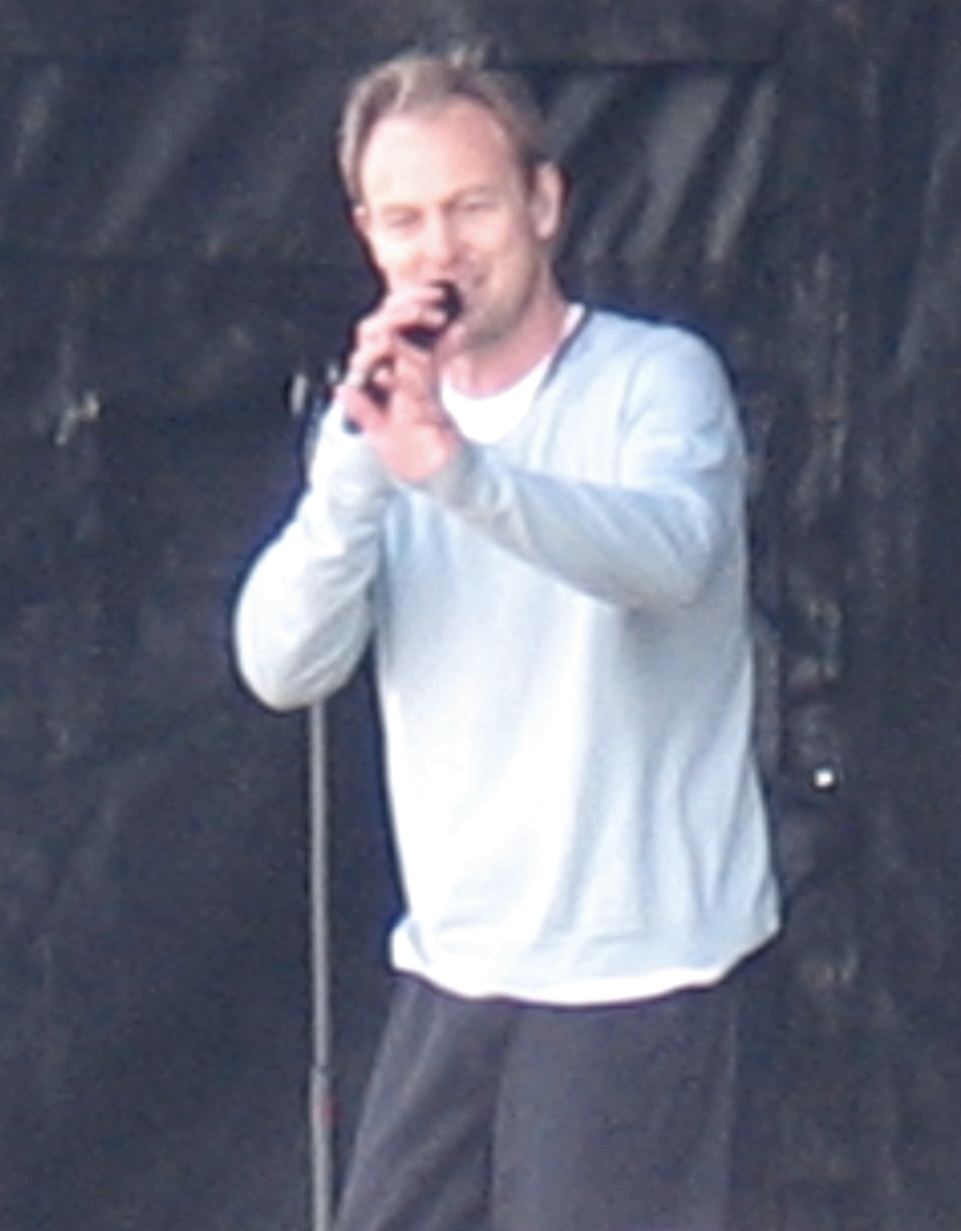
ジェイソン・ドノヴァン（2007年）

ジェイソン・ドノヴァン（Jason Donovan、1968年6月1日 - ）は、オーストラリアのメルボルン出身の歌手及び男優である。

## 略歴
メルボルンの都心から南東へ8km離れたマルバーン地区の出身。「ショーン」というミドルネームのとおりアイルランド系で、父親は俳優でイングランド生まれのテレンス・ドノヴァン。母親はイギリスやオーストラリアで女優として活躍したスー・マッキントッシュである。両親は1973年に離婚したが、母親は後に別の男性と再婚し、父親違いの妹であるステファニー・マッキントッシュも女優という芸能一家の出である。
11歳となった1979年にオーストラリアのテレビシリーズ『Skyways』で子役としてデビュー。番組中では同じく子役出身であるカイリー・ミノーグと共演することもあった。その後も順調に活動し、1987年には同国の芸能雑誌『TV Week』による「ロギー賞（将来有望な芸能人に対する部門）」に輝く。
1988年にストック・エイトキン・ウォーターマンによるプロデュースで歌手デビューしたが、デビュー曲の「青春の絆」がいきなり全英5位、日本の洋楽チャートでは1位に輝くなど、華々しいスタートを切る。さらに2枚目のシングルである「ブロークン・ハーツ」が全英1位となった。
1989年にはデビュー・アルバムである『テン・グッド・リーズンズ』が3週連続で全英1位の売り上げとなった。ほぼ同時期にカイリー・ミノーグもイギリスに拠点を移して、日本でも知られるヒット曲を連発するなど活躍していたが、「エスペシャリー・フォー・ユー」で幼馴染でもあるミノーグとのデュエットを実現させ、これが1989年の全英年間売上第4位となる。1990年代前半までヒット曲が続き、1980年代後半から1990年代前半を代表するアーティストのひとりとなった。
歌手としての華々しい活動の傍ら、母国オーストラリアでは俳優業にも精を出し、1990年には2度目のロギー賞（短編部門）を受賞。同年、太平洋戦争を扱った『アンボンで何が裁かれたか』で映画初出演を果たす。
しかし順風満帆だった芸能活動も、1992年にイギリスの月刊誌『The Face』に「同性愛者」であると報じられたことから裁判沙汰となり、勝訴したものの、その過程で「同性愛者を差別している」と報じられたことなどから人気は下り坂となり、さらに薬物にも手を染め、すっかり暗転してしまう。
その後、薬物依存を克服し家庭を持ち、現在では歌手やミュージカル俳優などとして、母国やイギリスで芸能活動を続けている。

## その他
日本では1994年、テレビ映画『最後の弾丸』に主役の1人として出演。

## ディスコグラフィ

### アルバム
- 『テン・グッド・リーズンズ』 - Ten Good Reasons (1989年、PWL Records)
- 『虹色のときめき』 - Between the Lines (1990年、PWL Records)
- 『オール・アラウンド・ザ・ワールド』 - All Around the World (1993年、Polydor)
- Let It Be Me (2008年、Universal)
- Soundtrack of the 80s (2010年、Universal)
- Sign of Your Love (2012年、Polydor)

### シングル
- 『青春の絆』 - "Nothing Can Divide Us" (1988年)
- 『エスペシャリー・フォー・ユー』 - "Especially for You" (1988年) ※カイリー・ミノーグとのデュエット
- 『ブロークン・ハーツ』 - "Too Many Broken Hearts" (1989年)
- 『涙の口づけ』 - "Sealed With a Kiss" (1989年)
- 『エヴリ・デイ』 - "Every Day (I Love You More)" (1989年)
- 『カム・バック・トゥ・ミー』 - "When You Come Back to Me" (1989年)
- 『君にハング・オン』 - "Hang On to Your Love" (1990年)
- 『アナザー・ナイト』 - "Another Night" (1990年)
- 『悲しき雨音』 - "Rhythm of the Rain" (1990年)
- 『ファイン』 - "I'm Doing Fine" (1990年)
- 『R.S.V.P.』 - "RSVP" (1991年)
- 『エニー・ドリーム・ウィル・ドゥ』 - "Any Dream Will Do" (1991年)
- 『ハッピー・トゥゲザー』 - "Happy Together" (1991年)
- "Joseph Mega Remix" (1991年)
- "Mission of Love" (1992年)
- "As Time Goes By" (1992年)
- "All Around the World" (1993年)
- "Angel" (1993年)
- "Share My World" (2007年)
- "Dreamboats and Petticoats" (2008年)
- "Make Love" (2012年)